# Emilio Bongioanni
Emilio Bongioanni (Torino, 30 settembre 1898 – Selva del Montello, 19 giugno 1918) è stato un militare italiano, decorato di medaglia d'oro al valor militare alla memoria nel corso della prima guerra mondiale.

## Biografia
Nacque a Torino il 30 settembre 1898, figlio di Angelo e di Maria Cristina Costa. 
Trasferitosi in tenera età con la famiglia a Udine, in seguito alla nomina del padre a direttore della locale Biblioteca Comunale, vi frequentò le scuole medie e conseguì poi la licenza liceale presso il Liceo "Jacopo Stellini". Allo scoppio della prima guerra mondiale, poco più che sedicenne, chiese di arruolarsi fra i volontari garibaldini che dovevano andare a combattere in Francia, ma la domanda non fu accolta a causa della giovane età. Intrapresi gli studi in lettere presso l'università di Padova, nell'ottobre 1916 si arruolò arruolarsi volontario nel Regio Esercito assegnato al 57º Reggimento fanteria della brigata Abruzzi. Nominato aspirante al termine di un corso per allievi ufficiali di complemento, fu trasferito al 96º Reggimento fanteria della brigata Udine, distinguendosi in combattimento a Plava nel maggio 1917, dove venne ferito per la prima volta e fu decorato con la medaglia di bronzo al valor militare. Promosso sottotenente nel mese di giugno, mentre era ricoverato in ospedale per la ferita riportata, ancora convalescente volle rientrare presso il suo reggimento e nel corso della battaglia della Bainsizza, dell'agosto successivo, venne proposto per la concessione della medaglia d'argento al valor militare, combattendo per la conquista di quota 747 e dei villaggi di Descla e Britof che furono conquistati dopo violenti attacchi. Il 27 ottobre, in seguito al ripiegamento dell'esercito sulla linea del Piave, oltrepassato il Tagliamento al ponte di Madrisio, il 7 novembre raggiunse la riva destra del Piave rimanendo a presidio della testa di ponte di Vidor. Promosso tenente nel febbraio 1918, e destinato ai reparti d'assalto, chiese di rimanere al 96º Reggimento. Ricevuto un encomio solenne, qualche giorno si distinse nei combattimenti sul Montello durante la battaglia del solstizio del giugno 1918. Al comando di un plotone della 1ª Compagnia del I Battaglione, il giorno 19 si lanciò all'attacco di una posizione fortemente difesa dagli austro-ungarici, denominata "Casa bianca", impegnando combattimento con i difensori in una furiosa lotta a corpo a corpo dove rimase ferito per ben tre volte, una da schegge di bombe a mano e una da una pallottola di mitragliatrice. Rifiutatosi di lasciare il suo posto, e medicatosi come poteva, fu nuovamente ferito a cadde sul campo di battaglia. Con Decreto Luogotenenziale del 23 marzo 1919 fu insignito con la medaglia d'oro al valor militare alla memoria.  Una via di Crocetta del Montello e una di Biadene di Montebelluna portano il suo nome, così come l'ex scuola elementare di San Lorenzo di Vittorio Veneto.

### Fonti
1. 1 2 3 4 5 6 7  Combattenti Liberazione.
2. 1 2  Carolei, Greganti, Modica 1968, p. 116.
3. 1 2 3 4 5 6  Coltrinari, Ramaccia 2018, p. 93.
4. ↑   BONGIOANNI Emilio, Medaglia d'oro al valor militare, su Presidenza della Repubblica.